# Paraphamartania stukei
Paraphamartania stukei is een vliegensoort uit de familie van de roofvliegen (Asilidae). De wetenschappelijke naam van de soort is voor het eerst geldig gepubliceerd in 1997 door Geller-Grimm.